# Farrokh Ghaffari
Farrokh Ghaffari (Teerão, 25 de fevereiro de 1921 - Paris, 17 de dezembro de 2006) foi um director, actor, autor e crítico de cinema iraniano. Juntamente com Ebrahim Golestan e Fereydoun Rahnema foi um dos fundadores do movimento cinematográfico iraniano da Nova Onda. Ao estabelecer a primeira Sociedade Nacional de Cinema Iraniana em 1949, no Museu Iraniano de Bastam, e organizar a primeira Semana do Cinema durante a qual se exibiram filmes ingleses, Ghaffari assentou as bases para a produção de filmes alternativos e não comerciais no Irão.

## Biografia
Ghaffari nasceu em Teerão, mas educou-se na Bélgica e na Universidade de Grenoble, em França.
Em 1958, Ghaffari realizou um dos primeiros filmes neo-realistas do cinema do Irão, Jonoub-e Shahr (Sul da cidade). Devido à sua representação da pobreza da classe trabalhadora, o filme foi proibido pelo governo de Mohammad Reza Pahleví, que temia que a União Soviética utilizasse o filme como ferramenta de propaganda para mostrar a difícil situação económica das classes mais baixas do Irão.
Em 1963 estreou-se finalmente uma versão muito editada do filme titulado Reghabat Dar Shahr (Rivalidade urbana). Em 1964 produziu e dirigiu o seu próximo filme, Shab-e Quzi (A noite do importunado). Baseada na célebre recompilação medieval As Mil e uma Noites, o filme foi ambientado originalmente durante a época do Califa Harun al-Rashid, mas foi alterado para a época contemporânea devido às objecções da censura. Shab-e Quzi é uma comédia negra sobre contrabandistas que tentam esconder o corpo de um importunado morto que aparece na porta da sua casa. O filme, protagonizado pelo próprio Ghaffari e Mohammad-Ali Keshavarz representa a sua estreia cinematográfico.
Ghaffari trabalhou para a Televisão Nacional Iraniana durante este tempo. Em 1975 estreou o seu último filme, Zanbourak (O canhão rodante), protagonizado por Parviz Sayyad e Shahnaz Tehrani. Em 1979, com o despoletar da Revolução do Irão, Ghaffari mudou-se para Paris, onde trabalhou como crítico de cinema para a revista Positif. Viveu no exílio na capital francesa até à sua morte, a 17 de dezembro de 2006.

## Filmografia

### Longas-metragens
- 1958: Jonoub-e Shahr (Sul da cidade)
- 1960 ArusKodumeh? (Quem é a noiva?)
- 1965: Shab-e Quzi (A noite do importunado)
- 1975: Zanbourak (O canhão rodante)

### Documentários
- Siman-eTehran Norouzeman (Nosso novo ano)
- Daryaye Pars (Golfo Pérsico)
- Zendegi Naft (Azeite e vida)
- Vezarat Sanaye Vai Maaden (Ministério da Indústria e Minas)